# 日本长旋螺
日本长旋螺（学名：Granulifusus niponicus），是新腹足目旋螺科Granulifusus属的一种。主要分布于越南、台湾，常栖息在浅海沙底。